# Japanagromyza aldrichi
Japanagromyza aldrichi este o specie de muște din genul Japanagromyza, familia Agromyzidae, descrisă de Frick în anul 1952. Conform Catalogue of Life specia Japanagromyza aldrichi nu are subspecii cunoscute.